# لولو بوت
لولو بوت (به انگلیسی: Lolo Butte) یک قلّه در شهرستان دشوتس، اورگان، در ایالات متحده آمریکا با ارتفاع ۴٬۸۳۵ فوت (۱٬۴۷۴ متر) است. لولو نامی است که از اصطلاحات شینوک به معنای بسته شده یا حمل کننده گرفته شده است.